# Lyypäkinlampi
Lyypäkinlampi är en sjö i kommunen Simo i landskapet Lappland i Finland. Arean är 41 hektar och strandlinjen är 2,92 kilometer lång. Sjön  ingår i Simo älvs huvudavrinningsområde.   Den ligger omkring 63 kilometer söder om Rovaniemi och omkring 640 kilometer norr om Helsingfors. 